# Rio Dracsin
O Rio Dracsin é um rio da Romênia, afluente do Dâmboviţa, localizado no distrito de Argeş.